# La trincea infinita
La trincea infinita (La trinchera infinita) è un film del 2019 diretto da Aitor Arregi, Jon Garaño e Jose Mari Goenaga.
La pellicola si ispira alla vicenda di Manuel Cortés Quero, sindaco repubblicano del comune di Mijas nella provincia di Malaga, che nel 1939, durante la guerra civile spagnola, si nascose nella propria abitazione per sfuggire ai rastrellamenti franchisti, restandovi per 30 anni, fino a quando non venne decretata l'amnisitia.
L'opera è stata presentata in anteprima al Festival internazionale del cinema di San Sebastián, nella selezione ufficiale, il 22 settembre 2019

## Trama
Nel 1936, in un paesino dell'Andalusia, Higinio è vittima dei rastrellamenti franchisti, in quanto esponente repubblicano. Riesce a fuggire alla cattura e resta miracolosamente illeso dopo un sanguinoso inseguimento. Quindi decide di tornare a casa dalla neomoglie Rosa per nascondersi in un piccolo vano segreto dietro una dispensa.
Rosa deve fare la massima attenzione e non le sono risparmiate torture per svelare dove si nasconda il marito. I franchisti avranno la meglio e neanche le sorti della seconda guerra mondiale miglioreranno la situazione per Higinio, perseguitato in particolare da Gonzalo, un vicino che vide ucciso il fratello dai repubblicani, i cui capi sono stati ormai tutti sterminati, a parte i pochi che sono spariti...
Grazie alla complicità del padre, vedovo, Rosa e Higinio si trasferiscono nella più grande casa di questi, che ha approntato una stanzetta ricavata tra la cucina e il soggiorno, dove il figlio potrà nascondersi finché necessario. Nel 1944 il padre di Higinio muore e la coppia, ereditata la casa, continua la propria vita, con Rosa che, aiutata nell'attività di sarta dallo stesso marito, riesce ora a tirare avanti.
Importunata dalla guardia civile Rodrigo, Rosa viene soccorsa da Higinio mentre viene violentata. L'aggressore, ucciso, viene occultato sotto lo stesso rifugio di Higinio che rinuncia all'idea di farsi strada attraverso un cunicolo sotterraneo per uscire dal nascondiglio senza essere visto.
Rosa vuole un figlio ed escogita un piano che, nonostante le perplessità iniziali del marito, viene messo in atto. Rimasta incinta, non appena la gravidanza potrebbe essere visibile, va a Granada da una cugina, presso la quale, una volta partorito, farà poi ritorno dicendo di aver avuto in affido un nipotino senza famiglia.
Nel frattempo Higinio deve vivere in casa con le provviste accumulate. Ad aiutarlo nella difficile impresa ci sarà la circostanza di aver scoperto due militari omosessuali utilizzare la sua casa, apparentemente libera, per le loro segrete effusioni amorose. Higinio si rivela loro promettendo silenzio a patto che loro faranno altrettanto e lo rifocilleranno fino al ritorno della moglie.
Tornata con il piccolo Jaime, Rosa proseguirà la vita coniugale, fingendo di essere la zia del bambino e, in seguito, obbligando questo a mentire con tutti e a mantenere il segreto del padre.
Gli anni passano e la tensione cresce, con Rosa e Jaime che faticano a reggere la montagna di bugie con tutto il mondo, e Higinio che è sempre più terrorizzato dall'idea di uscire, sebbene la guerra civile sia sempre meno presente nella memoria di tutti.
I suoi timori sono però fondati perché Gonzalo, in realtà, non ha mai mollato, e fin negli anni '60 continua a dargli la caccia, arrivando ad un soffio dallo scoprirlo.
Finalmente nel 1969 arriva un'amnistia che cancella tutti i reati legati alla guerra civile e precedenti. Higinio, con fatica, esce dal suo nascondiglio dopo 33 anni di prigionia autoinflitta. Ora può tornare a vivere da uomo libero senza timore e potrà finalmente andare a vedere per la prima volta il mare, insieme a sua moglie.

## Riconoscimenti
- 2020 - Premio Goya
  - miglior attrice protagonista a Belén Cuesta
  - miglior sonoro a Iñaki Díez, Alazne Ameztoy, Xanti Salvador e Nacho Royo-Villanova
  - Candidatura per il Miglior regista a Aitor Arregi, Jon Garaño, Jose Mari Goenaga
  - Candidatura per il Miglior attore protagonista a Antonio de la Torre
  - Candidatura per il Miglior attore rivelazione a Vicente Vergara
  - Candidatura per la Miglior sceneggiatura originale a Luiso Berdejo e José Mari Goenaga
  - Candidatura per il Miglior montaggio a Laurent Dufreche e Raúl López
  - Candidatura per la Miglior colonna sonora a Pascal Gaigne
  - Candidatura per il migliori effetti speciali a Jon Serrano e David Heras
  - Candidatura per la miglior produzione a Ander Sistiaga
  - Candidatura per la miglior fotografia a Javier Agirre Erauso
  - Candidatura per la miglior scenografia a Pepe Domínguez
  - Candidatura per i migliori costumi a Lourdes Fuentes e Saioa Lara
  - Candidatura per il miglior trucco e/o acconciatura a Yolanda Piña, Félix Terrero e Nacho Díaz